# 延命院 (春日部市)
延命院（えんめいいん）は、埼玉県春日部市にある真言宗豊山派の寺院。

## 歴史
慶安年間（1648年 - 1652年）、祐教によって開山された。当地で新田開発が推し進められている頃に創建された。ただ当初位置していた場所は低地であったことから、1726年（享保11年）に比較的地盤が高い現在地に移転した。隣の立野天満宮の旧別当寺であった。
幕末より寺子屋を開設しており、明治になると小学校「立野学校」が当院に開校している。
当院は度々火災に遭っており、古文書などは失われている。現在の本堂は1931年（昭和6年）に建てられ、山門は2002年（平成14年）に建てられたものである。

## 文化財
- 延命院木造阿弥陀如来坐像（春日部市指定有形文化財 昭和59年5月1日指定）[3]

## 交通アクセス
- 路線バス立野停留所より徒歩4分。